# Membrana buccopharyngea
De membrana buccopharyngea, buccofaryngeale membraan of orofaryngeale membraan is een tere scheidingswand tussen de mondholte en voordarm in de vroege embryonale ontwikkeling bij gewervelde dieren. Zij bestaat alleen uit ectoderm en endoderm en heeft dus geen mesoderm tussenlaag. Bij het menselijk embryo scheurt zij tegen het einde van de derde week (gerekend vanaf de bevruchting), waardoor de verbinding tussen de mondholte en de rest van het spijsverteringsstelsel tot stand komt.
Doordat spieren spanning op de membrana buccopharyngea uitoefenen ontstaan er verzwakte plekken, veroorzaakt door verzwakte celadhesieverbindingen en selectieve apoptose, waardoor de cellen uiteenvallen en er een perforatie ontstaat.
De membrana buccopharyngea dient voor de ademhaling bij een grote verscheidenheid aan amfibieën en reptielen. Bij dit type ademhaling zijn de membranen in de bek en keel doorlaatbaar voor zuurstof en kooldioxide. Bij sommige soorten die lange tijd onder water blijven, kan de gasuitwisseling op deze manier aanzienlijk zijn.

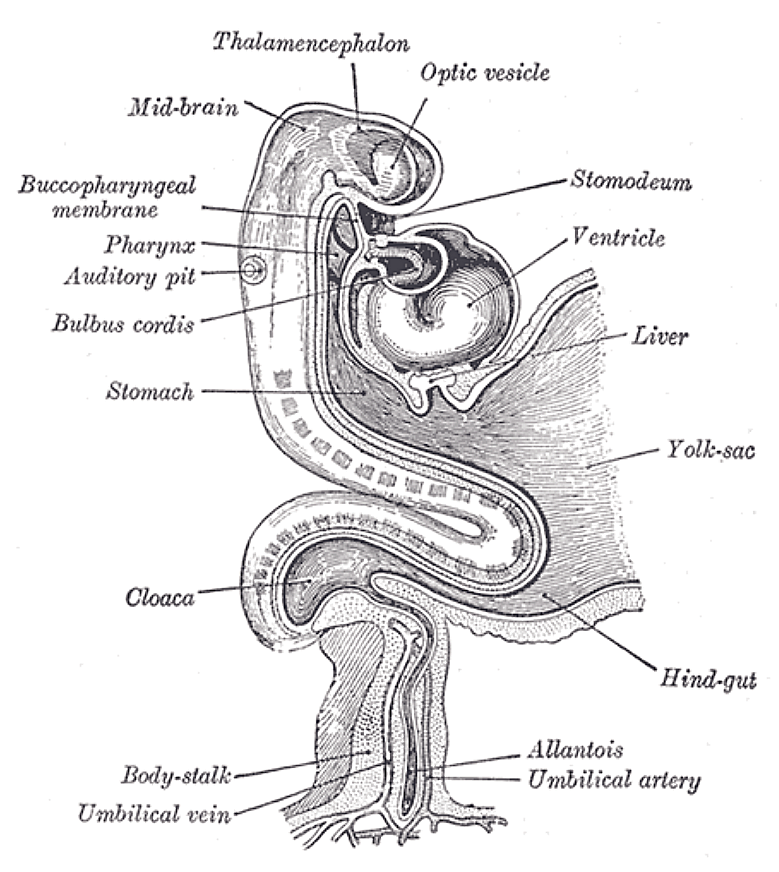
15 dagen oud menselijk embryo met de membrana buccopharyngea
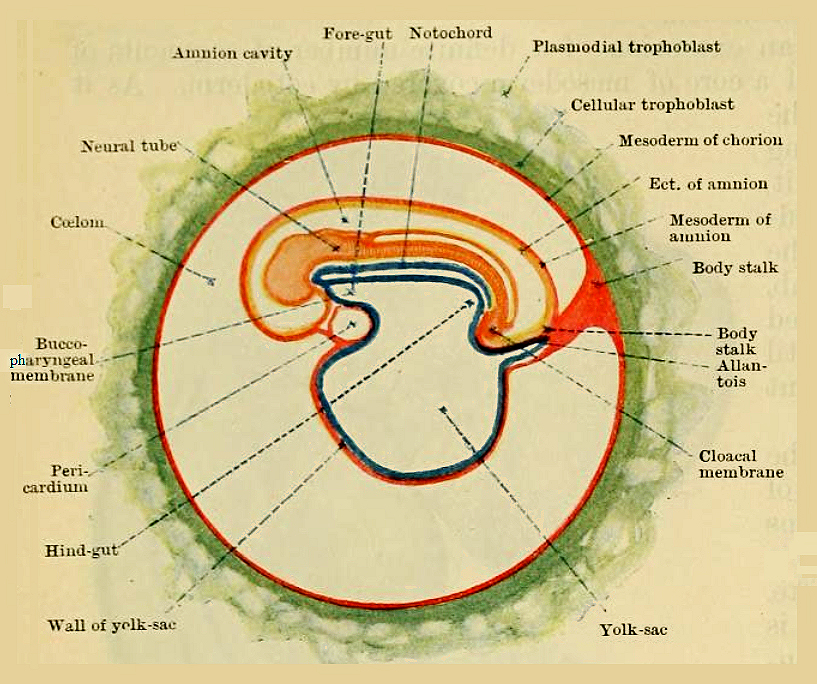
Menselijk embryo met de membrana buccopharyngea
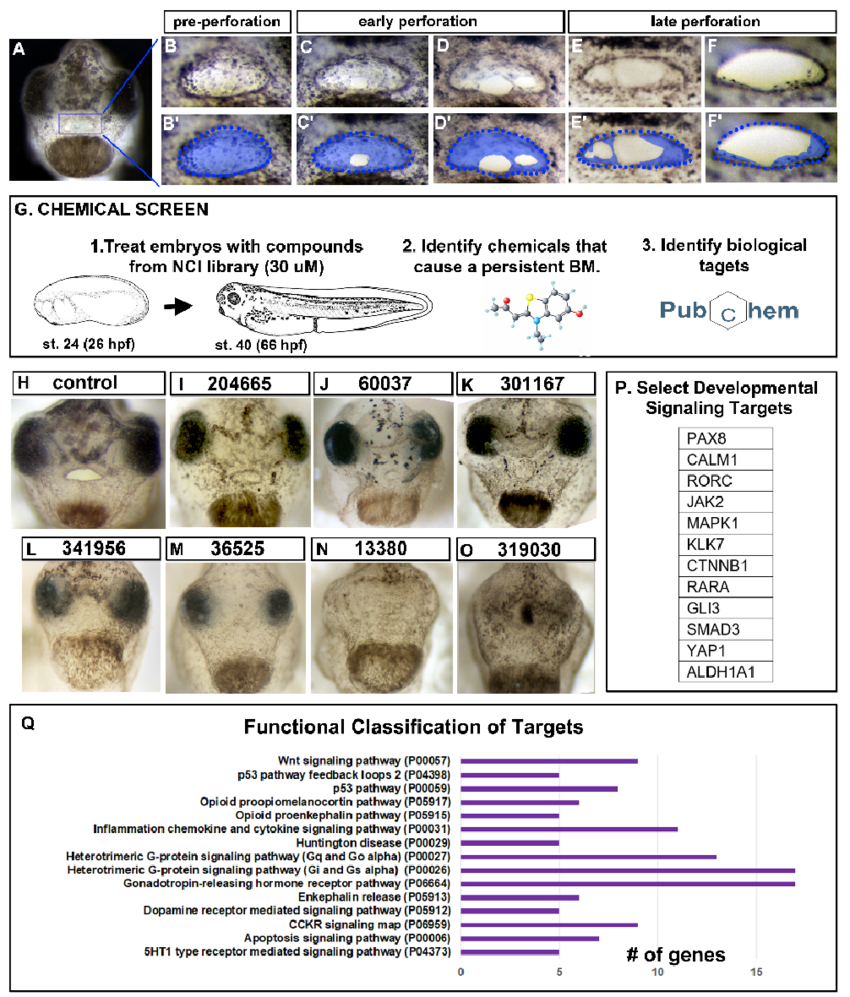
A: Frontaal aanzicht van de kop van een klauwkikkerembryo in stadium 39 voorafgaand aan de perforatie van de membrana buccopharyngea. B-F': vergrote beelden van de bek op progressieve punten bij perforatie van de membrana buccopharyngea.
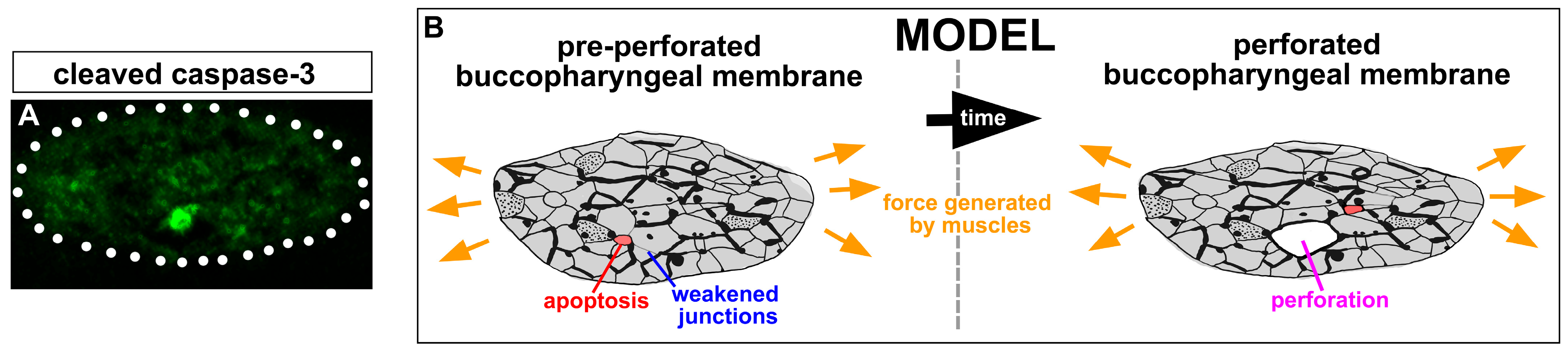
Model scheuring membrana buccopharyngea